# District daur de Meilisi
Le district daur de Meilisi (梅里斯达斡尔族区 ; pinyin : Méilǐsī dáwò'ěrzú Qū) est une subdivision administrative de la province du Heilongjiang en Chine. Il est placé sous la juridiction de la ville-préfecture de Qiqihar.